# 멜리사 켈러
멀리사 켈러(Melissa Keller, 1979년 1월 1일 ~ )는 미국의 배우, 모델이다.

## 영화
- 러브 허츠 (2009년)
- 임펙트 포인트 (2008년)
- 사우스 비치 (2006년)
- 독 프라블럼 (2006년)
- 베니스 언더그라운드 (2005년)
- 데드 섹시 (2005, Drop Dead Sexy) - 크리스탈 역
- 사랑할 때 버려야 할 아까운 것들 (2003년)